# Xã Cedarbend, Quận Roseau, Minnesota
Xã Cedarbend (tiếng Anh: Cedarbend Township) là một xã thuộc quận Roseau, tiểu bang Minnesota, Hoa Kỳ. Năm 2010, dân số của xã này là 221 người.